# 特蕾西·考克斯-史密斯
特蕾西·考克斯-史密斯（英語：Tracy Cox-Smyth，1966年7月13日—），津巴布韦女子跳水运动员。她曾代表津巴布韦参加1982年、1990年和1994年英联邦运动会跳水比赛，获得一枚银牌。